# نظرية السهولة
نظرية السهولة أو قانون الجهد الأقل (بالإنجليزية: Ease of Articulation Theory) هي نظرية صوتية تفترض بأن نطق الإنسان لأصوات لغته يميل إلى الاقتصاد في المجهود العضلي، وتلمّس أسهل السبل للوصول إلى الهدف، وذلك بشكل لا شعوري. تشتهر النظرية في تفسير التطورات الصوتية في اللغة، فغالبا ما يلحظ اللغويون تطورا من الأصوات «الصعبة» التي تحتاج إلى مجهود عضلي أكبر إلى أخرى أسهل منها. وقد يؤيد هذه النظرية ذلك التطور في بعض الأصوات الرخوة (الاحتكاكية) للغة العربية، كالذال والثاء والظاء، إلى أصوات شديدة (انفجارية) هي الدال والتاء والضاد في اللهجات الحديثة.